# Orson Hodge
Orson Hodge a Született feleségek című sorozat egyik szereplője. Orson 1964. június 28-án született. Megformálója Kyle MacLachlan, aki a magyar változatban Besenczi Árpád hangján szólal meg.
| „                 | Mindig is afféle sumák pasasnak tartottam, aki tudja, hogy hol vannak a hullák elásva. Naná, hogy tudja, hisz ő ásta el őket. | ” |
| – Rex Van De Kamp | |   |

## Története

### Lila Akác köz előtt
Tizenhat éves korában Orson apjának, Edwinnek viszonya volt egy nővel. Mivel nagyon vallásos család voltak, Edwin egyre depressziósabb lett. Gloria rajta tartotta a szemét, nem merte egyedül hagyni őt, nehogy kárt tegyen magában. Egyik este Orsonnak kellett volna vigyáznia rá, de Edwin öngyilkos lett. Gloria ezért Orsont hibáztatja. Ezután Orson kórházba került, mert depressziós lett. Idővel Orsonból fogorvos lett.
Alma mindig is imádta Orsont. Igazán szerelmes volt a férjébe, habár tudta, ő nem szereti viszont. Gloria (Orson édesanyja) mindig is a kapcsolatuk mellett volt, támogatta Almát amiben csak tudta. Közösen kifőzték, hogy Alma találja ki hogy terhes, így Orson biztosan elveszi. A tervük be is vált, és Orson hosszú évekig élt együtt Almával. Amikor nem is sejtette, rátalált a szerelem Monique Polier egy francia prostituált személyében. Almának feltűnt a dolog, és hogy féltékennyé tegye Orsont, úgy döntött hogy eltűnik otthonról. De szerencsétlenségére a férje hazaért. Orson rendkívül boldog volt, hogy elhagyja őt Alma, még segített is neki becsomagolni, így hát a nő eltűnt az életéből.
Amikor ezt Gloria megtudta úgy döntött, hogy a nőnek meg kell halnia.
Egyik este Monique-nak elromlott a mosogatója és kihívott egy vízszerelőt, Mike Delfinót. Amikor Mike elment alkatrészt venni (a szerszámait otthagyta), Gloria besétált a nő lakásába és leütötte Monique-ot a franciakulccsal.
Amikor Orson hazamegy, Gloria bejelenti hogy baleset történt. Azt akarja hazudni fiának, hogy a nő nekitámadt és ő önvédelemből megölte.
Orson ki akarja hívni a rendőrséget, de anyja tartozik neki Edwin miatt.
Mike visszajön, de Orson közli vele, hogy ő majd befejezi a munkát, Mike pedig el is megy. Ezután Monique-ot beteszik egy zsákba és kiviszik a Golf klubba. Miközben Orson kiássa a sírgödröt, Gloria kihúzza a francia lány összes fogát, hogy ne tudják azonosítani. Orson annyira megutálja anyját, hogy bezáratja egy öregek otthonába.

### 2. évad
Susan egyedül ül egy moziban, amikor volt barátját, Mike-ot meglátja beérkezni a terembe egy másik lánnyal. Susan frászt kap, ezért odacsúszik egy nem messze ülő férfi, Orson Hodge mellé. Az idegen Susan könyörgésére eljátssza, hogy ő Susan fogorvosa már évek óta – mivel Orson valóban dentista –, és hogy együtt járnak. Susan véletlenül elhagyja a tárcáját, így Orson elviszi neki. Az asszony elmeséli neki, milyen dilemmában van volt férje, Karl miatt, aki épp szakítófélben van a mit sem sejtő menyasszonyától, Edie Britt-ől. Orson jó tanácsot ad neki, mi szerint ne kezdjen Karllal, de Susan sajnos nem hallgat rá és meg is sínyli: Edie bosszúból felgyújtja a házát.
Orson ismét feltűnik a Lila Akác közben a tűzeset után, segít Susannek eltakarítani a romokat. Ott találkozik először Bree-vel, aki nagyon megtetszik neki.
Később, miután Andrew-t kitette a házából, és Danielle is megszökött Matthew Applewhite-tal, Bree idegösszeroppanást kap, és a széplaki rehabilitációs központba vonul kezelésre. Orsonnal ott fut össze, a férfi ugyanis meglátogat egy titokzatos beteg nőt, aki nem beszél. Később, amikor Bree megtudja, hogy Danielle barátja, Matthew megölt egy lányt, és megszökik, Orson segít neki.
Karl megtudja, hogy Mike meg akarja kérni Susan kezét, ezért be akarja előzni a szeretőt, és vesz egy új házat Susannek és Julie-nak. Amikor ezt Mike megtudja, verekedni kezd Karllal, és ellenfele Susan gyümölcsaprítójával kiveri a fogát. Susan azt tanácsolja Mike-nak, hogy látogasson el a fogorvos barátjához, Orsonhoz. Mike azt mondja a fogorvosnak, hogy már a moziban is érezte, hogy látta már valahol Orsont, de a fogorvos azt mondja neki, még soha nem találkoztak.
Később Mike randevúra indul a Sziklás-tóhoz, ahol Susan várja. Ám Orson valamiért követi, és egy alkalmas pillanatban kocsijával elgázolja a szerelőt, aki kómába esik.
Orson ezután megjelenik Bree-nél egy csokor virággal…

### 3. évad
Orson már vagy fél éve randevúzott Bree-vel, míg megkérte a nő kezét, ám megjelenik Carolyn Bigsby, Orson volt szomszédja és Breeék partiján mindenki előtt közli, hogy Orson megölte Almát. Miután elment, Bree kérdőre vonta Orsont, de az elhárított minden vádat. Mindezek után Ridley nyomozó talált egy hullát egy közeli építkezésen és megállapítja, hogy tompa tárgy okozta traumában halt meg, és aki megölte, kihúzta az összes fogát. Bree és Orson esküvőjén, Bree utoljára megkérdeti Orsont, ugyanis Susan beszélt Carolynnal és megtudta, hogy Orson kitakarította az egész házat amíg meg nem jöttek a rendőrök. De Orson közli, hogy ha ideges, akkor takarít. Az esküvői partin megjelenik egy nyomozó és behívatta őket a hullaházba miszerint megtalálták Alma-t. Orson megállapította, hogy ez nem Alma, valamint megjelent Carolyn, aki szintén ezt válaszolta. Amikor mindenki elhagyta a szobát, Orson visszanézett a hullára, és ennyit mondott: Hiányzol Monique!
Később kiderült, hogy ez a Monique Polier (a teljes neve)Carolyn Bigsby férjének Harvey Bigsby-nek szeretője volt.
Ezután Bree tudomást szerez arról, hogy Orson anyja egy idősek otthonában él, ami Széplaktól 30 percnyire van, Bree rögtön meg is látogatja az idős hölgyet és meglepődött, hogy Gloria milyen jó állapotban van. Gloria elmondja, hogy üzeni Orsonnak, hogy nagyon sajnálja. De Bree meghívja vacsorára, amiből veszekedés tör ki. Bree azt szeretné, ha Gloria velük maradna, de ezt Orson nem akarja megengedni, de végül Gloria azt mondja, hogy Orson tartozik neki.
Ezután kiderül Gloria-ról, hogy alkoholista
és, hogy Andrew csempész neki fel bort és ezt megtudja Bree. Gloria elmondja Bree-nek, hogy Orson megcsalta Alma-t egy Monique nevű nővel, ettől Bree teljesen kiborul és Orson-ra ráparancsol, hogy hagyja el a házat. De másnap Orson mindent megmagyaráz, így Bree visszafogadja.
Egyik este, Gloria kimegy az utcára és odamegy egy autóhoz és abban ott ül Alma.
Később Alma is felbukkan. Eddig a nagynénjénél volt, és direkt tűnt el a világ elől. Alma és Gloria szervezkedni kezdenek, hogy Orson és Bree szakítsanak, és végre Alma összejöhessen Orsonnal. Például, egy ízben Alma elkábítja Orsont, és szexuális együttlétre kényszeríti (viagra segítségével) azt remélve, hogy megfogan, és teherbe esik. Bree és Orson nem tudnak mit tenni, szerencséjükre azonban Alma nem esik teherbe. A nyomozás kideríti hogy Monique a holttest. Kiderül hogy Caroline férje (aki Orson barátja) és Monique szeretők voltak, emiatt Orson megorrol régi barátjára, és rátereli a gyilkosságot, de később felmentik a vádak alól. Bree rájön hogy kicsoda is Gloria, és kihajítja a házból. Később az öreg hölgy elfűrészeli a létrát, és így Bree leesik róla. Orson is kórházba kerül, mert Mike-nak visszatér az emlékezete és rájön hogy Orson ütötte őt el. A kórház tetején dulakodnak, majd Orson leesik. De szerencsésen esik, így csak kisebb baja esik. Emellett Almát bezárja a padlásra Gloria. Megpróbál megszökni, kijut a tetőre, ahonnan később leesik, és szörnyethal. Bree-t a lánya Danielle ápolja, aki nem tud a piszkos ügyletekről. Gloria "nagyi" elküldi őt bulizni, de előtte felküldi őt egy meleg tányér levessel, de megkéri a lányt hogy mondja azt, hogy ő készítette a levest "így jó pontokat tudsz gyűjteni anyádnál". Bree a levestől elkábul, így Gloria könnyebben végre tudja hajtani a tervét.
A kádba forró vizet enged, a szélére gyertyákat helyez el, és kiteszi a családi képeket. Becipeli Breet a kádba, majd azt a látszatot akarja kelteni hogy a nő öngyilkos lett (ahogy annak idején a férjét is megölte, mert az megcsalta őt). Andrew sejti hogy baj van, ezért hazarohan. Megpróbálja megmenteni Breet, de Gloria lelöki a lépcsőn. Később Orson odatelefonál, és rájön hogy Gloria ott van. Nem törődve a sérüléseivel hazarohan és megmenti a feleségét.Gloria az események után Stroke-t kap és Orson odaviszi őt Alma hullája mellé, másnap reggel megtalálja őket Ida Greenberg, aki rögtön kihívja a rendőrséget. Ezután Orson bemegy a kórházban anyjához. De Gloria soha többé nem tud megmozdulni és soha nem tud többé beszélni, ezután Hodge-ék örökre megszakítják vele a kapcsolatot. Ezután Bree és Orson boldogan indulhatott nászútjukra.
Ám Bree-ék hazaérnek Gabrielle esküvőjére, és mindenki, csodálkozik, hogy Bree terhes, de mikor hazatérnek, kiderül, hogy Bree csak műterhes, mert lánya Danielle teherbe esett Austin McCann-tól, ezért mikor megszületik a baba, Bree majd úgy akarja beállítani, mintha az ő gyereke lett volna.